# پرکودولتسه
پرکودولتسه (به صربی: Prekodolce) یک منطقهٔ مسکونی در صربستان است که در ولادیچین خان واقع شده‌است. پرکودولتسه ۱٬۶۲۵ نفر جمعیت دارد.